# Guillermo Varela
Guillermo Varela Olivera (Montevideo, 24 marzo 1993) è un calciatore uruguaiano, difensore del Flamengo e della nazionale uruguaiana.

## Carriera

### Club

#### Peñarol
Nato a Montevideo, Varela ha iniziato la sua carriera con il club della sua città natale, il Peñarol, e ha fatto il suo debutto il 5 giugno 2011, nella sconfitta per 1-0 in casa contro il Racing Club de Montevideo all'ultima giornata di Primera División uruguaiana.

#### Manchester United
Nel maggio 2013 viene chiamato a fare uno stage con il Manchester United, dopo una performance impressionante al campionato sudamericano giovanile del 2013.
Il 7 giugno il Manchester United ha annunciato di aver raggiunto un accordo con il Peñarol per € 2,8 milioni. Varela firma un contratto di cinque anni, diventando il primo giocatore ad unirsi allo United sotto il nuovo allenatore David Moyes.

#### Prestito al Real Madrid Castilla
Nel mese di settembre 2014, Varela viene ingaggiato dal Real Madrid Castilla con il prestito di una sola stagione.
Con la squadra delle riserve del Real Madrid ha disputato 33 partite, segnando soltanto nella vittoria per 4-0 contro il Barakaldo il 21 febbraio 2015 all'Estadio Alfredo di Stéfano.

#### Ritorno al Manchester United
Varela è stato incluso nella squadra del Manchester United per la fase a gironi 2015-16 di UEFA Champions League.
Ha fatto il suo debutto con i Red Devils il 5 dicembre 2015, sostituendo Paddy McNair nel pareggio contro il West Ham United all'Old Trafford. Tre giorni dopo ha debuttato in Champions League, nella sconfitta per 3-2 contro il Wolfsburg.

#### Prestito all'Eintracht Francoforte
Nonostante fosse stato aggregato alla prima squadra per la preparazione estiva, il 23 luglio 2016 passa in prestito per una stagione all'Eintracht Francoforte, in Bundesliga.

#### Ritorno al peñarol
A fine prestito ritorna al Manchester united che vende il suo cartellino al Peñarol. In un anno passato coi "carboneri" vincera il campionato uruguaiano 2018.

#### Copenaghen
Il 21 dicembre 2018 è stato ufficializzato il suo passaggio al Copenaghen.

#### Dinamo Mosca
Il 17 ottobre 2020 viene ceduto in prestito alla Dinamo Mosca.
Il 17 luglio 2021 viene riscattato dalla Dinamo Mosca.

### Nazionale
Ha giocato per l'Under-20 dell'Uruguay nella Coppa del Mondo FIFA U-20 2013, in cui la squadra ha perso in finale contro la Francia.
Nel marzo 2016 riceve la sua prima convocazione in nazionale maggiore. L'esordio arriva il 10 novembre 2017 nell'amichevole pareggiata 0-0 contro la Polonia.
Viene poi convocato per i Mondiali 2018, in cui disputa le prime due partita della celeste contro Egitto e Arabia Saudita (vinte entrambe per 1-0 dai sudamericani), rimanendo però in panchina nelle successive 3 gare disputate dagli uruguagi, eliminati ai quarti dalla Francia.

## Stastiche

### Presenze e reti nei club
Statistiche aggiornate al 28 maggio 2025.
| Stagione                 | Squadra                  | Campionato               | Campionato | Campionato | Coppe nazionali | Coppe nazionali | Coppe nazionali | Coppe continentali | Coppe continentali | Coppe continentali | Altre coppe | Altre coppe | Altre coppe | Totale | Totale |
| Stagione                 | Squadra                  | Comp                     | Pres       | Reti       | Comp            | Pres            | Reti            | Comp               | Pres               | Reti               | Comp        | Pres        | Reti        | Pres   | Reti   |
| ------------------------ | ------------------------ | ------------------------ | ---------- | ---------- | --------------- | --------------- | --------------- | ------------------ | ------------------ | ------------------ | ----------- | ----------- | ----------- | ------ | ------ |
| 2010-2011                | Peñarol                  | PD                       | 1          | 0          | -               | -               | -               | CL                 | 0                  | 0                  | -           | -           | -           | 1      | 0      |
| 2011-2012                | Peñarol                  | PD                       | 0          | 0          | -               | -               | -               | CL                 | 0                  | 0                  | -           | -           | -           | 0      | 0      |
| 2012-2013                | Peñarol                  | PD                       | 0          | 0          | -               | -               | -               | CL+CS              | 0                  | 0                  | -           | -           | -           | 0      | 0      |
| 2013-2014                | Manchester Utd           | PL                       | 0          | 0          | FACup+CdL       | 0               | 0               | UCL                | 0                  | 0                  | SI          | 0           | 0           | 0      | 0      |
| 2014-2015                | Real M. Castilla         | SDB                      | 33         | 1          | -               | -               | -               | -                  | -                  | -                  | -           | -           | -           | 33     | 1      |
| 2015-2016                | Manchester Utd           | PL                       | 4          | 0          | FACup+CdL       | 3+0             | 0               | UCL+UEL            | 1+3                | 0                  | -           | -           | -           | 11     | 0      |
| Totale Manchester United | Totale Manchester United | Totale Manchester United | 4          | 0          |                 | 3               | 0               |                    | 4                  | 0                  |             | 0           | 0           | 11     | 0      |
| 2016-2017                | E. Francoforte           | BL                       | 7          | 0          | CG              | 3               | 0               | -                  | -                  | -                  | -           | -           | -           | 10     | 0      |
| ago.-dic. 2017           | Peñarol                  | PD                       | 10+1       | 0          | -               | -               | -               | CL                 | 0                  | 0                  | -           | -           | -           | 11     | 0      |
| 2018                     | Peñarol                  | PD                       | 12         | 0          | -               | -               | -               | CL                 | 6                  | 0                  | SU          | 1           | 0           | 19     | 0      |
| Totale Peñarol           | Totale Peñarol           | Totale Peñarol           | 23+1       | 0          |                 | -               | -               |                    | 6                  | 0                  |             | 1           | 0           | 31     | 0      |
| gen.-giu 2019            | Copenaghen               | SL                       | 7          | 0          | CD              | 0               | 0               | UEL                | 0                  | 0                  | -           | -           | -           | 7      | 0      |
| 2019-2020                | Copenaghen               | SL                       | 27         | 0          | CD              | 1               | 0               | UCL+UEL            | 3+12               | 0                  | -           | -           | -           | 43     | 0      |
| ago.-ott. 2020           | Copenaghen               | SL                       | 1          | 0          | CD              | 0               | 0               | UEL                | 2                  | 0                  | -           | -           | -           | 3      | 0      |
| Totale Copenhagen        | Totale Copenhagen        | Totale Copenhagen        | 35         | 0          |                 | 1               | 0               |                    | 17                 | 0                  |             | -           | -           | 53     | 0      |
| 2020-2021                | Dinamo Mosca             | PL                       | 17         | 0          | KR              | 2               | 0               | -                  | -                  | -                  | -           | -           | -           | 19     | 0      |
| 2021-2022                | Dinamo Mosca             | PL                       | 24         | 0          | KR              | 5               | 0               | -                  | -                  | -                  | -           | -           | -           | 29     | 0      |
| lug. 2022                | Dinamo Mosca             | PL                       | 1          | 0          | KR              | 0               | 0               | -                  | -                  | -                  | -           | -           | -           | 1      | 0      |
| Totale Dinamo Mosca      | Totale Dinamo Mosca      | Totale Dinamo Mosca      | 42         | 0          |                 | 7               | 0               |                    | -                  | -                  |             | -           | -           | 49     | 0      |
| 2022                     | Flamengo                 | A/RJ+A                   | 0+5        | 0          | CB              | 0               | 0               | CL                 | 1                  | 0                  | -           | -           | -           | 6      | 0      |
| 2023                     | Flamengo                 | A/RJ+A                   | 7+5        | 0          | CB              | 3               | 0               | CL                 | 2                  | 0                  | SdB+Cmc+RS  | 1+1+2       | 0           | 21     | 0      |
| 2024                     | Flamengo                 | A/RJ+A                   | 12+18      | 1+1        | CB              | 7               | 0               | CL                 | 9                  | 0                  | -           | -           | -           | 46     | 2      |
| 2025                     | Flamengo                 | A/RJ+A                   | 9+5        | 0          | CB              | 2               | 1               | CL                 | 5                  | 0                  | SdB+Cmc     | 0           | 0           | 21     | 1      |
| Totale Flamengo          | Totale Flamengo          | Totale Flamengo          | 28+33      | 1+1        |                 | 12              | 1               |                    | 17                 | 0                  |             | 4           | 0           | 94     | 3      |
| Totale carriera          | Totale carriera          | Totale carriera          | 206        | 3          |                 | 26              | 1               |                    | 44                 | 0                  |             | 5           | 0           | 281    | 4      |

### Cronologia presenze e reti in nazionale
| Cronologia completa delle presenze e delle reti in nazionale ― Uruguay | Cronologia completa delle presenze e delle reti in nazionale ― Uruguay | Cronologia completa delle presenze e delle reti in nazionale ― Uruguay | Cronologia completa delle presenze e delle reti in nazionale ― Uruguay | Cronologia completa delle presenze e delle reti in nazionale ― Uruguay | Cronologia completa delle presenze e delle reti in nazionale ― Uruguay | Cronologia completa delle presenze e delle reti in nazionale ― Uruguay | Cronologia completa delle presenze e delle reti in nazionale ― Uruguay |
| Data                                                                   | Città                                                                  | In casa                                                                | Risultato                                                              | Ospiti                                                                 | Competizione                                                           | Reti                                                                   | Note                                                                   |
| ---------------------------------------------------------------------- | ---------------------------------------------------------------------- | ---------------------------------------------------------------------- | ---------------------------------------------------------------------- | ---------------------------------------------------------------------- | ---------------------------------------------------------------------- | ---------------------------------------------------------------------- | ---------------------------------------------------------------------- |
| 10-11-2017                                                             | Varsavia                                                               | Polonia                                                                | 0 – 0                                                                  | Uruguay                                                                | Amichevole                                                             | -                                                                      |                                                                        |
| 23-3-2018                                                              | Nanning                                                                | Uruguay                                                                | 2 – 0                                                                  | Rep. Ceca                                                              | Amichevole                                                             | -                                                                      |                                                                        |
| 26-3-2018                                                              | Nanning                                                                | Galles                                                                 | 0 – 1                                                                  | Uruguay                                                                | Amichevole                                                             | -                                                                      |                                                                        |
| 15-6-2018                                                              | Ekaterinburg                                                           | Egitto                                                                 | 0 – 1                                                                  | Uruguay                                                                | Mondiali 2018 - 1º turno                                               | -                                                                      |                                                                        |
| 20-6-2018                                                              | Rostov                                                                 | Uruguay                                                                | 1 – 0                                                                  | Arabia Saudita                                                         | Mondiali 2018 - 1º turno                                               | -                                                                      |                                                                        |
| 5-6-2022                                                               | Kansas City                                                            | Stati Uniti                                                            | 0 – 0                                                                  | Uruguay                                                                | Amichevole                                                             | -                                                                      | 68’                                                                    |
| 11-6-2022                                                              | Montevideo                                                             | Uruguay                                                                | 5 – 0                                                                  | Panama                                                                 | Amichevole                                                             | -                                                                      | 75’                                                                    |
| 23-9-2022                                                              | Sankt Pölten                                                           | Iran                                                                   | 1 – 0                                                                  | Uruguay                                                                | Amichevole                                                             | -                                                                      | 72’                                                                    |
| 27-9-2022                                                              | Bratislava                                                             | Canada                                                                 | 0 – 2                                                                  | Uruguay                                                                | Amichevole                                                             | -                                                                      |                                                                        |
| 24-11-2022                                                             | Al Rayyan                                                              | Uruguay                                                                | 0 – 0                                                                  | Corea del Sud                                                          | Mondiali 2022 - 1º turno                                               | -                                                                      | 88’                                                                    |
| 28-11-2022                                                             | Lusail                                                                 | Portogallo                                                             | 2 – 0                                                                  | Uruguay                                                                | Mondiali 2022 - 1º turno                                               | -                                                                      |                                                                        |
| 2-12-2022                                                              | Al Wakrah                                                              | Ghana                                                                  | 0 – 2                                                                  | Uruguay                                                                | Mondiali 2022 - 1º turno                                               | -                                                                      |                                                                        |
| 14-6-2023                                                              | Montevideo                                                             | Uruguay                                                                | 4 – 1                                                                  | Nicaragua                                                              | Amichevole                                                             | -                                                                      | 85’                                                                    |
| 20-6-2023                                                              | Montevideo                                                             | Uruguay                                                                | 2 – 0                                                                  | Cuba                                                                   | Amichevole                                                             | -                                                                      | 40’                                                                    |
| 6-7-2024                                                               | Paradise                                                               | Uruguay                                                                | 0 – 0 (4 – 2 dtr)                                                      | Brasile                                                                | Coppa America 2024 - Quarti di finale                                  | -                                                                      | 78’                                                                    |
| 10-7-2024                                                              | Charlotte                                                              | Uruguay                                                                | 0 – 1                                                                  | Colombia                                                               | Coppa America 2024 - Semifinale                                        | -                                                                      | 63’ 67’                                                                |
| 10-9-2024                                                              | Maturín                                                                | Venezuela                                                              | 0 – 0                                                                  | Uruguay                                                                | Qual. Mondiali 2026                                                    | -                                                                      |                                                                        |
| 11-10-2024                                                             | Lima                                                                   | Perù                                                                   | 1 – 0                                                                  | Uruguay                                                                | Qual. Mondiali 2026                                                    | -                                                                      |                                                                        |
| 15-11-2024                                                             | Montevideo                                                             | Uruguay                                                                | 3 – 2                                                                  | Colombia                                                               | Qual. Mondiali 2026                                                    | -                                                                      | 79’                                                                    |
| 19-11-2024                                                             | Salvador                                                               | Brasile                                                                | 1 – 1                                                                  | Uruguay                                                                | Qual. Mondiali 2026                                                    | -                                                                      | 83’                                                                    |
| 25-3-2025                                                              | El Alto                                                                | Bolivia                                                                | 0 – 0                                                                  | Uruguay                                                                | Qual. Mondiali 2026                                                    | -                                                                      | 62’                                                                    |
| 5-6-2025                                                               | Asunción                                                               | Paraguay                                                               | 2 – 0                                                                  | Uruguay                                                                | Qual. Mondiali 2026                                                    | -                                                                      | 61’                                                                    |
| 11-6-2025                                                              | Montevideo                                                             | Uruguay                                                                | 2 – 0                                                                  | Venezuela                                                              | Qual. Mondiali 2026                                                    | -                                                                      | 86’                                                                    |
| Totale                                                                 |                                                                        | Presenze                                                               | 23                                                                     |                                                                        | Reti                                                                   | 0                                                                      |                                                                        |

## Palmarès

### Club

#### Competizioni statali
- Campionato carioca: 2

Flamengo: 2024, 2025
- Taça Guanabara: 2

Flamengo: 2024, 2025

#### Competizioni nazionali
- Campionato uruguaiano: 2

Penarol: 2017, 2018
- Campionato danese: 1

Copenhagen: 2018-2019
- Coppa d'Inghilterra: 1

Manchester United: 2015-2016
- Community Shield: 1

Manchester United: 2013
- Supercopa Uruguaya: 1

Peñarol: 2018
- Coppa del Brasile: 1

Flamengo: 2024
- Supercoppa del Brasile: 1

Flamengo: 2025

#### Competizioni Internazionali
- Coppa Libertadores: 1

Flamengo: 2022